# BHP
BHP는 세계 최대의 광산 업체이다. 2001년 오스트레일리아의 Broken Hill Proprietary Company사와 영국의 Billiton사가 합병되어 생긴 회사이다.

## 경쟁사
- 발리
- 리오 틴토